# Islotes Stray
Los islotes Stray o islotes Labbé (según Chile) son un grupo de pequeñas islas, ubicadas 3,7 kilómetros al oeste de la isla Petermann, en el archipiélago Wilhelm, frente a la costa oeste de la península Antártica. Se encuentran en el sector noreste del pasaje Francés.

## Historia y toponimia
Fueron cartografiados por el British Antarctic Survey a partir de fotos tomadas por Hunting Aerosurveys Ltd. en 1956 y desde el helicóptero del HMS Protector en marzo de 1958. El Comité de Topónimos Antárticos del Reino Unido le asignó un nombre descriptivo, por ser un conjunto de islotes disperso.
En la toponimia antártica chilena, el nombre fue puesto por la Primera Expedición Antártica Chilena en 1947, en honor al teniente 1º Custodio Labbé Lippi, oficial navegante del Transporte Angamos (III).

## Reclamaciones territoriales
Argentina incluye las islas en el departamento Antártida Argentina dentro de la provincia de Tierra del Fuego, Antártida e Islas del Atlántico Sur; para Chile forman parte de la comuna Antártica de la provincia Antártica Chilena dentro de la Región de Magallanes y de la Antártica Chilena; y para el Reino Unido integran el Territorio Antártico Británico. Las tres reclamaciones están sujetas a las disposiciones del Tratado Antártico.
Nomenclatura de los países reclamantes: 
- Argentina: ¿?
- Chile: islotes Labbé[4]
- Reino Unido: Stray Islands[3]